# جو ابسولوم
جو ابسولوم (انگلیسی: Joe Absolom؛ زادهٔ ۱۶ دسامبر ۱۹۷۸) بازیگر اهل بریتانیا است. وی از سال ۱۹۹۱ میلادی تاکنون مشغول فعالیت بوده‌است.
از فیلم‌ها یا برنامه‌های تلویزیونی که وی در آن نقش داشته‌است می‌توان به ایست‌اندرز، دکتر مارتین، پوآرو، شاهد خاموش، تلفات، به گورت تف می‌کنم ۲، آدمکشان میدسامر، عملیات افراطی و مرگ طولانی اشاره کرد.